# Гроддек, Карл-Генрих фон
Карл-Генрих Эрих Мориц фон Гроддек (нем. Karl-Heinrich Erich Moritz von Groddeck; 19 июля 1936, Тутов, Мекленбург, нацистская Германия — 14 декабря 2011, Мюльхайм, ФРГ) — западногерманский гребец, олимпийский чемпион летних Олимпийских игр 1960 в восьмерке.

## Биография
Начал свою карьеру в гребном клубе Висбаден-Бибрих 1888. В 1955 г. впервые выиграл чемпионат ФРГ в двойке распашной с рулевым. Затем становился чемпионом:
- в одиночке (1961),
- в двойке без рулевого (1960, 1961),
- в двойке с рулевым (1956, 1957),
- в четверке без рулевого (1963),
- в восьмерке (1959, 1960. 1962, 1963, 1964).

Чемпион Олимпийских игр в Риме (1960) в восьмерке, чемпион мира 1962 в той же дисциплине. Чемпион Европы (1956, 1957) в двойке с рулевым; (1959, 1963, 1964) — в восьмерке. Серебряный призёр Летних игр в Мельбурне (1956) в двойке с рулевым, в Токио (1964) — в восьмерке.
По окончании спортивной карьеры в течение многих лет в спортивном отделе газеты «Бильд». После ухода из газеты работал в качестве внештатного журналиста.